# 大溪地航空 (1996年)

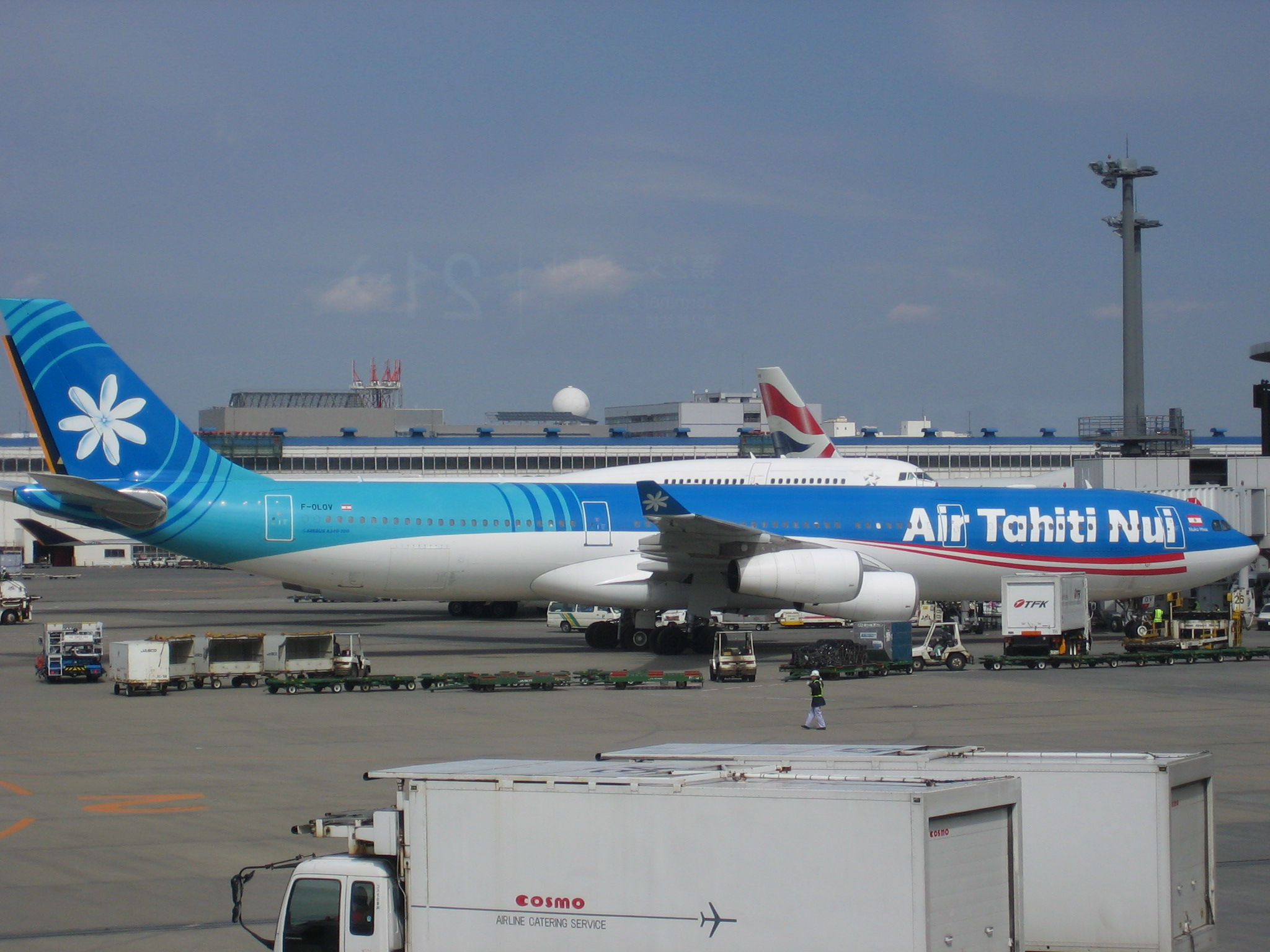
大溪地航空的空中巴士A340攝於成田國際機場

大溪地航空是法屬波利尼西亞的國家航空公司，總部位於大溪地的帕皮提，國際航線的主要服務對象為休閒旅遊市場，樞紐為法阿國際機場。

## 歷史
大溪地航空成立於1996年10月31日，正式服務於1998年11月20日，這是大溪地的第一間國際航空公司，公司的主要股東為持股61.7％的法屬波利尼西亞政府。目前大溪地航空有782名員工。

## 航點
大溪地航空飛航以下目的地（2020 年 1 月）：
| 地區   | 國家           | 城市     | IATA | ICAO | 機場                | 備註                |
| ------ | -------------- | -------- | ---- | ---- | ------------------- | ------------------- |
| 大洋洲 | 法屬玻里尼西亞 | 帕皮提   | PPT  | NTAA | 法阿國際機場[樞紐]  |                     |
| 大洋洲 | 新西兰         | 奧克蘭   | AKL  | NZAA | 奧克蘭機場          |                     |
| 北美洲 | 美国           | 洛杉磯   | LAX  | KLAX | 洛杉磯國際機場      | TN2/TN7/TN101/TN102 |
| 歐洲   | 法國           | 巴黎     | CDG  | LFPG | 巴黎夏尔·戴高乐机场 |                     |
| 東北亞 | 日本           | 東京     | NRT  | RJAA | 成田国际机场        |                     |
| 大洋洲 | 智利           | 復活節島 | IPC  | SCIP | 马塔维里国际机场    | TN791/TN792         |

### 代碼共享協議
大溪地航空與下列航空公司實施代碼共享：
| - 法國航空（巴黎） - 紐西蘭航空（奧克蘭） - 美國航空（洛杉磯） - 達美航空（東京 / 洛杉磯） | - 日本航空（東京） - 澳洲航空（奧克蘭 / 洛杉磯） - 越南航空（東京） |

## 機隊

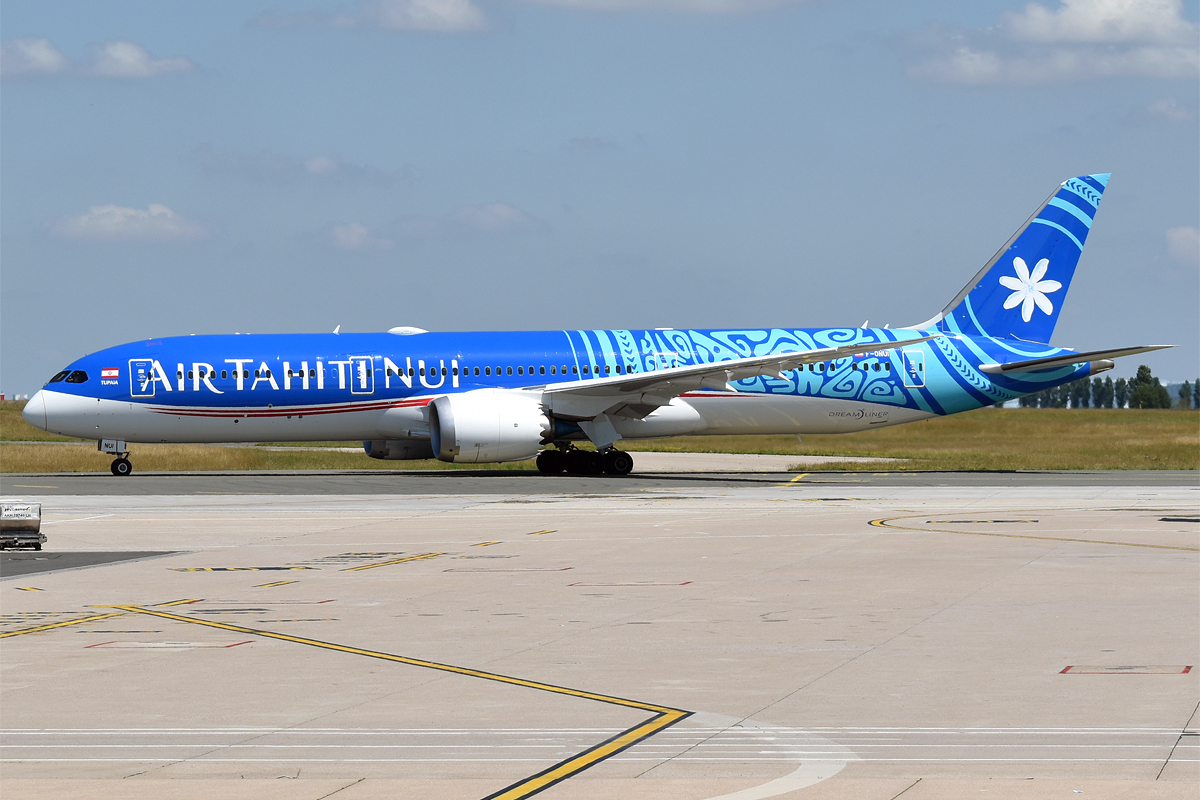
大溪地航空 波音787-9

截至2023年2月，大溪地航空平均機齡4年，機隊如下：

## 已退役機型

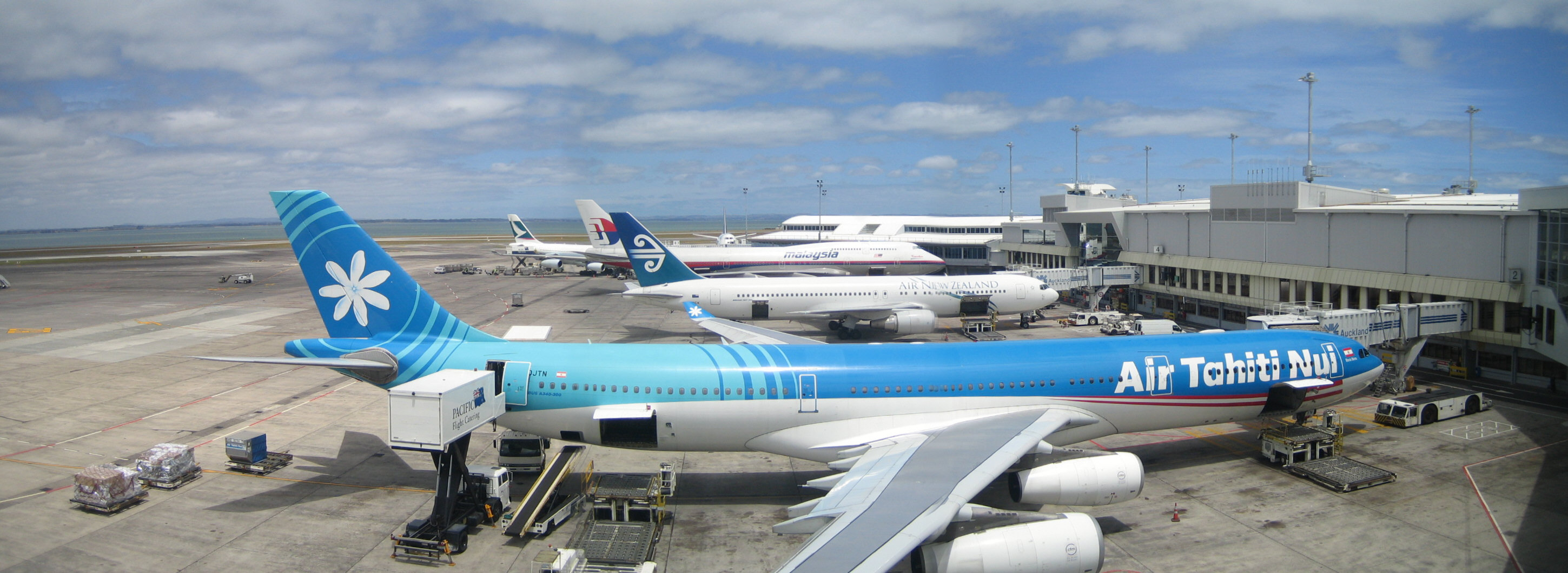
空中巴士A340
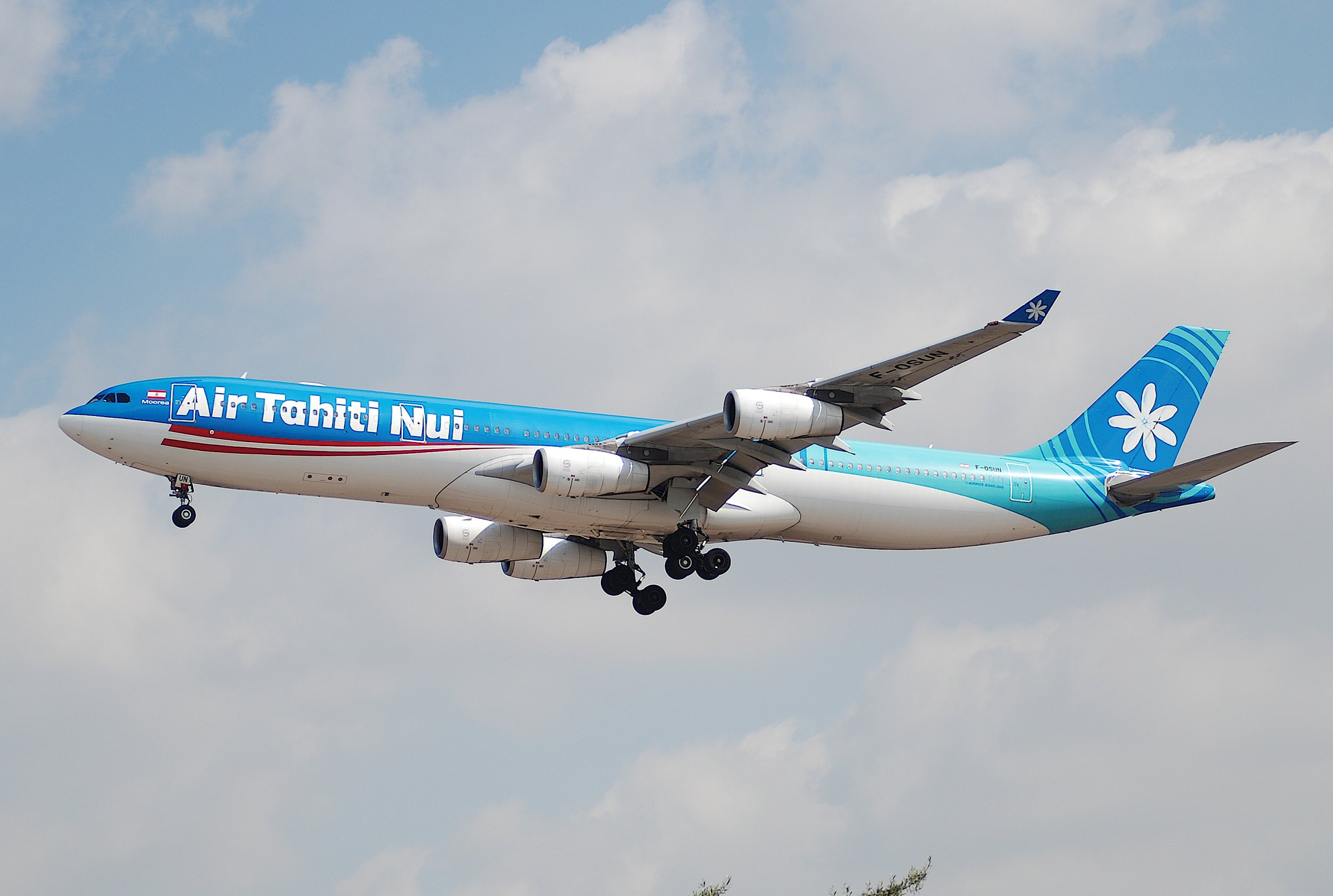
空中巴士A340-300

## 外部連結
- 大溪地航空首頁（页面存档备份，存于）